# Emelie Wallgren
Emelie Wallgren, född den 22 december 1979, är en svensk dokumentärfilmare. Tillsammans med Ina Holmqvist har hon regisserat den prisbelönta och Guldbaggenominerade kortdokumentären Så nära (2010).